# I Worship Chaos
Albums de Children of Bodom
Halo of Blood
(2013) Hexed
(2019)
I Worship Chaos est le neuvième album studio du groupe finlandais de death metal mélodique Children of Bodom qui est sorti le 2 octobre 2015 sous le label Nuclear Blast.

## Liste des chansons
| 1.    | I Hurt                       | 4:29 |
| 2.    | My Bodom (I Am the Only One) | 4:19 |
| 3.    | Morrigan                     | 5:06 |
| 4.    | Horns                        | 3:25 |
| 5.    | Prayer for the Afflicted     | 4:55 |
| 6.    | I Worship Chaos              | 3:40 |
| 7.    | Hold Your Tongue             | 4:02 |
| 8.    | Suicide Bomber               | 3:33 |
| 9.    | All for Nothing              | 5:42 |
| 10.   | Widdershins                  | 5:08 |
| 44:19 |                              |      |

## Personnel
Children of Bodom
- Alexi Laiho – chant, guitares
- Jaska Raatikainen – batterie
- Henkka Seppälä – basse
- Janne Wirman – claviers, chant secondaire